# Anilocra laevis
Anilocra laevis är en kräftdjursart som beskrevs av Edward John Miers 1877.
Anilocra laevis ingår i släktet Anilocra och familjen Cymothoidae. Inga underarter finns listade i Catalogue of Life.